# Zuid-Afrikaans Open 2012
Het Zuid-Afrikaans Open 2012 - officieel het South African Open Championship 2012 - was een golftoernooi, dat liep van 15 tot en met 18 november 2012 en werd gespeeld op de Serengeti Golf Club in Ekurhuleni. Het toernooi maakte deel uit van de Sunshine Tour 2012 en de Europese PGA Tour 2012. De prijzengeld bedroeg € 1.000.000 en de titelverdediger was Hennie Otto.

## Verslag
De par van de baan is 72.

#### Ronde 1
Er wordt in Zuid-Afrika al om 06:15 uur gestart omdat het er vroeg donker is. Merrick Bremner bracht 's ochtends met -8 de beste score binnen, gelijk aan het bestaande baanrecord. Hij werd 's middags niet ingehaald. Er waren 26 spelers met een scote van 69 of minder en 37 spelers met een score van 70 of 71.

#### Ronde 2
Henrik Stenson had een vroege starttijd en kon nog in rustig weer zijn ronde afmaken. Dat gold ook voor Besseling en Lafeber, helaas was dat minder aan hun score te zien. Rond kwart over drie werd het spelen gestaakt wegens een gevaarlijke storm. Nog 73 spelers moesten ronde 2 afmaken.

#### Ronde 3
Tommy Fleetwood stond nummer 124 op de Race To Dubai en alleen de top-119 behouden hun speelrecht voor 2013. Het scheelt maar 3000 euro met nummer 119. Voorlopig staat hij er goed voor, met -5 staat hij op een gedeeld 13de plaats. Aan de leiding staat nog steeds Henrik Stenson, nu met -16. George Coetzee maakte een ronde van 63, een nieuw baanracord, en kwam op de 2de plaats.

#### Ronde 4
Stensen en Coetzee speelden samen in de laatste partij en hielden de spanning erin, nadat Stenson op de korte hole 9 een dubbel-bogey maakte en ze beiden op -14 stonden. Op hole 15 maakte Coetze een bogey en op hole 16 maakte Stenson een birdie. Toen Stenson op hole 17 ook nog een birdie maakte, kon de overwinning hem niet meer ontglippen.

Maarten Lafeber maakte ook een dubbel-bogey op hole 9, en eindigde met een score van 77! Merrick Bremner eindigde zelfs met een ronde van 80, zestien slagen meer dan bij ronde 1. Tommy Fleetwood verdiende ruim voldoende om zijn spelerskaart voor 2013 zeker te stellen.
- Volledige scores

| Naam               | Score R1 | Score R1 | Nr  | Score R2 | Score R2 | Totaal | Nr  | Score R3 | Score R3 | Totaal | Nr  | Score R4 | Score R4 | Totaal | Nr  |
| ------------------ | -------- | -------- | --- | -------- | -------- | ------ | --- | -------- | -------- | ------ | --- | -------- | -------- | ------ | --- |
| Henrik Stenson     | 66       | -6       | T2  | 65       | -7       | -13    | 1   | 69       | -3       | -16    | 1   | 71       | -1       | -17    | 1   |
| George Coetzee     | 70       | -2       | T36 | 70       | -2       | -4     | T10 | 63       | -9       | -13    | T2  | 71       | -1       | -14    | 2   |
| Tommy Fleetwood    | 70       | -2       | T36 | 69       | -3       | -5     | T   | 71       | -1       | -6     | T18 | 69       | -3       | -9     | T6  |
| Magnus A. Carlsson | 68       | -4       | T6  | 67       | -5       | -9     | T3  | 68       | -4       | -13    | T2  | 76       | +4       | -9     | T6  |
| Merrick Bremner    | 64       | -8       | 1   | 70       | -2       | -10    | 2   | 73       | +1       | -9     | T6  | 80       | +8       | -1     | T33 |
| Maarten Lafeber    | 71       | -1       | T43 | 71       | -1       | -2     | T18 | 72       | par      | -2     | T38 | 77       | +5       | +3     | T55 |
| Wil Besseling      | 74       | +2       | T98 | 74       | +2       | +4     | MC  |          |          |        |     |          |          |        |     |

| Leider |  | Toernooirecord |  | MC = missed cut = cut gemist |

## Spelers
| Europese Tour - HP Bacher - Matthew Baldwin - Wil Besseling - Richard Bland - Knut Børsheim - Markus Brier - Kristoffer Broberg - Jorge Campillo - Federico Colombo - Carlos Del Moral - Daniel Denison - David Dixon - David Drysdale - Edouard Dubois - Victor Dubuisson - Pelle Edberg - Jamie Elson - Niclas Fasth - Tommy Fleetwood - Oscar Florén - Chris Gane - Adam Gee - Tano Goya - Emiliano Grillo - Benjamin Hebert - Sam Hutsby - Andrew Johnston - Michael Jonzon - Roope Kakko - Lloyd Kennedy - Maarten Lafeber - Joakim Lagergren - Craig Lee - Sam Little - Mikael Lundberg - Andrew Marshall - Gareth Maybin - Richard McEvoy - Jamie Moul | - George Murray - Matthew Nixon - Thomas Nørret - Steven O'Hara - Andrea Pavan - Victor Riu - Charles-Edouard Russo - Joel Sjöholm - Matthew Southgate - Andy Sullivan - Simon Thornton - Steven Tilay - Sam Walker - Paul Waring - Marc Warren - Peter Whiteford - Martin Wiegele - Aron Zemmer Invitaties - Toto Thimba Jr - Prinavin Nelson - Lindani Ndwandwe - Thabang Simon - Omar Sandys - Henrik Stenson Voormalige winnaars - Richard Sterne (2009) - James Kingston (2008) - Hennie Otto (2011) - Gavan Levenson (1985) - Wayne Westner (1991) Amateurs - Sipho Bujela WAGR 188 - Coert Groenewald WGAR = - Jacques Kruyswijk WGAR 355 - Zander Lombard WAGR 249 - Gert Myburgh WAGR 306 - Haydn Porteous WAGR 34 - Brandon Stone WAGR 19 | Sunshine Tour - Warren Abery - Jaco Ahlers - Thomas Aiken - Christiaan Basson - Oliver Bekker - Coenie Bester - Desvonde Botes - Michiel Bothma - Merrick Bremner - Hendrik Buhrmann - Ryan Cairns - Matthew Carvell - Neil Cheetham - JG Claassen - Wallie Coetsee - Charl Coetzee - George Coetzee - André Cruse - Josh Cunliffe - Andrew Curlewis - Louis De Jager - Ruan De Smidt - Johan Du Buisson - Martin Du Toit - Bryce Easton - Tyrone Ferreira - Darren Fichardt - Trevor Fisher Jr - Branden Grace - Vaughn Groenewald - Alex Haindl - Justin Harding - Jared Harvey - David Hewan - Michael Hollick - Keith Horne - Jean Hugo - James Kamte - James Kingston | - Jbe' Kruger - Juan Langeveld - Martin Maritz - John McLean - Doug McGuigan - PH McIntyre - Pieter Moolman - Titch Moore - Tyrone Mordt - Grant Muller - Garth Mulroy - Shaun Norris - Dean O'Riley - Hennie Otto - Brandon Pieters - Albert Pistorius - Jake Roos - Lyle Rowe - Neil Schietekat - Michael Scholz - Atti Schwartzel - Charl Schwartzel - Teboho Sefatsa - Theunis Spangenberg - Richard Sterne - Ockie Strydom - Chris Swanepoel - Des Terblanche - Ryan Tipping - Ulrich Van den Berg - Divan Van den Heever - Dawie Van der Walt - Danie Van Tonder - Jaco Van Zyl - Bradford Vaughan - Grant Veenstra - Allan Versfeld - Justin Walters - Ross Wellington |

WAGR= wereldranglijst voor amateurs